# Buck Grove (Iowa)
Buck Grove es una ciudad situada en el condado de Crawford, en el estado de Iowa, Estados Unidos. Según el censo de 2010 tenía una población de 43 habitantes.

## Geografía
Según la Oficina del Censo de los Estados Unidos, la localidad tiene un área total de 0,94 km², la totalidad de los cuales 0,94 km² corresponden a tierra firme.

## Demografía
Según el censo de 2010, había 43 personas residiendo en la localidad. La densidad de población era de 45,74 hab./km². Había 19 viviendas con una densidad media de 20,21 viviendas/km². El 100% de los habitantes eran blancos.